# 趙敔
趙敔（1427年—？），字叔成，直隸常州府武進縣人，民籍，明朝政治人物。同進士出身。

## 生平
正統十二年（1447年）丁卯科應天府鄉試第十三名。景泰五年（1454年）甲戌科會試第五名，殿試登進士第三甲第一百零八名。曾祖趙宜質。祖父趙順玉。父趙學亮。曾任禮部員外郎。